# Беленкович Олександр Михайлович
Беленкович Олександр Михайлович (11.04(30.03).1893 — 15.12.1937) — радянський військовий діяч.

## Біографія
Народився в місті Харків в родині робітника. Член РСДРП — ВКП(б) з 1917 року. У листопаді 1917 року — начальник штабу Червоної гвардії Харкова, від грудня 1917 року — комендант штабу військ РСЧА, які вели бої проти Української Центральної Ради. Впродовж 1918—1920 років командував частинами Червоної армії, у тому числі Центральної групи Української армії, особливої бригади, 1-ї Української радянської кавалерійської дивізії, керував бойовою дільницею Харківського військового округу. Брав участь у боях проти австро-німецьких військ, Армії Української Народної Республіки, денікінців, у польсько-радянській війні 1920 року. Надалі обіймав керівні посади в Червоній армії, працював в авіаційній промисловості. Репресований. Страчений.

## Нагороди
- орден Червоного Прапора